# Tun antigrindină
Tunurile antigrindină sau tunurile sonice sunt dispozitive care emit unde sonice spre norii în care se formează grindina în scopul de a opri procesul de formare a particulelor de gheață.

## Istoric

### Primele tunuri antigrindină
Încercări de a influența vremea și de a împiedeca formarea grindinei au existat încă din evul mediu. Primele teorii în această privință susțineau că undele provocate prin zgomote puternice puteau avea un efect asupra procesului de formare a grindinei. În secolul al XVI-lea Benvenuto Cellini susținea că reușise să oprească ploaia și grindina prin trageri de artilerie. În 1575, papa Urban VII a autorizat rugăciuni și tragerea clopotelor pentru a îndepărta furtunile, grindina și vânturile puternice.
În 1750 împărăteasa Maria Teresia a Austriei a interzis utilizarea tunurilor de către țărani din cauza accidentelor și a plângerilor că efectul tunurilor a fost reducerea ploii și creșterea grindinei în alte zone. Problema efectelor asupra zonelor învecinate nu este lămurită nici astăzi, Plângeri de aceeași natură în anii 1970 a determinat oprirea unor experiențe de combatere a grindinei în Texas și în Colorado. Interdicția de a trage cu tunul sau de a suna clopotele pentru alungarea furtunilor a fost revocată în Austria la sfârșitul secolului al XVIII-lea, ceea ce i-a permis lui Stiger să-și facă experimentele,.

Tun contra grindinii executat de firma Greinitz din Austria în 1900

În 1880 un profesor italian de mineralogie afirmase că este în principiu posibil să se împiedice formarea particulelor de grindină prin injectarea cu ajutorul tunurilor, a unor particule de fum, care să servească drept nuclee de condensare Această posibilitate a fost experimentată în 1896 de Albert Stiger, primarul orașului Windisch-Feistritz din Stiria, Austria. După câțiva ani de experiențe efectuată în curtea din spatele casei, El a ajuns să conceapă un mortier care țintea vertical în sus, arătând ca un megafon uriaș. Când era pus în acțiune, producea un cerc de fum care se ridica în sus până la o înălțime de 300 m. Proiectul dispozitiv al tunului era un tub tronconic, cu un diametru de 69 cm la partea superioară și 20 cm la bază, executat din tablă de 2 mm grosime. Tubul era montat pe un piedestal de lemn.
În 1896 Stiger a început prima sa serie de experiențe practice, punând în funcțiune 6 tunuri în timpul sezonului în care cădea grindina. În acel an, nu s-a înregistrat nicio precipitație sub formă de grindină. În anul următor, municipalitatea a instalat 30 de tunuri. Iar nu a căzut grindină în Windisch-Feistritz (azi Slovenska Bistrica din Slovenia, pe când în împrejurimi s-au înregistrat pagube importante. Aceste experiențe au generat un mare interes deoarece în acea vreme se înregistrau pagube importante din cauza grindinei în Austria, Franța și Italia.
Vestea succeselor lui Stiger a ajuns și în Italia. Dr. E. Ottaviani din Italia s-a deplasat la Windisch-Feistritz și a luat cu el câteva tunuri în Italia.
Experiențele din Austria și Italia păreau un succes. Mortierele primiseră denumirea de ‘’grelifuge’’ (antigrindină). Compania Greinitz, un producător de armament, a început în 1898 să producă mortierele pe cale industrială și să le vândă în Italia, Franța și Austria. Întreprinderea vindea cinci tipuri de tunuri antigrindină și transmitea cumpărătorilor instrucțiuni detaliate de utilizare. Costul tunurilor varia între 110 și 240 coroane. Aceste instrucțiuni recomandau să se instaleze tunurile în patru aliniamente, în lungime de 10 km lungime, distanțele dintre aliniamente și dintre tunurile de pe fiecare aliniament fiind de 1 km. Se acoperea astfel o suprafață de 4.000 ha. Firma constructoare făceau și recomandări asupra modului de selecționare a tipurilor de tun în diferite amplasamente.
Succesul acestor operații a fost atât de mare încât în 1899, numai în Italia, se instalaseră 2000 de astfel de tunuri. Sistemele anti-grindină constau, de obicei, din rețele de tunuri antigrindină, operate de voluntari. Operațiile erau susținute de guvernele din Austria, Franța, Italia și Elveția care încurajau înființarea de organizații regionale pentru combaterea grindinii.  Chiar și firme din Statele Unite luau în considerare importarea unor asemenea instalații.

### Congresele antigrindină
Interesul pentru problema combarii grindinei era atât de mare încât în 1899, la doar 3 ani după ce Stifer își pusese la punct invenția, a fost organizat primul congres internațional pentru combaterea grindinii. Congresul a avut loc la Casale Monferrato din Piemont. Italia, o zonă frecvent afectată de grindină, unde fuseseră recent instalate baterii de tunuri. La congres au participat 500 persoane. Pe baza referatelor prezentate, congresul a ajunst la concluzia că, pe baza rezultatelor obținute în Austria (în Stiria și Dalmația și în Italia (în Piemont, Lombardia, Veneto și Toscana) se poate trage concluzia că rezultatele obținute în 1899 sunt extrem de promițătoare.
Concluziile congresului au fost atât de optimiste, încât sistemul s-a extins și în Ungaria, Franța și Spania. Totuși extinderea cea mai mare a tunurilor antigrindină a fost înregistrată în Italia. La sfârșitul anului 1900 existau peste 10.000 tunuri antigrindină pentru protejarea viilor din nordul Italiei, iar numărul total de trageri a fost de 9.500.000. Utilizarea acestei artilerii masive a produs însă și numeroase accidente. Numai în Veneto și Brescia, unde erau 3.000 tunuri, s-au înregistrat în 1900 7 accidente mortale și 78 de răniri. Nu există date asupra accidentelor din restul Italiei, dar este de presupus că erau de același ordin de mărime.

Carte poștală ilustrată prezentând un tun antigrindină pentru protecția zonei viticole Saint-Emilion din Franța (1906)

Al doilea congres antigrindină a fost organizat în noiembrie 1900 la Padova, Italia, lucrările fiind prezidate de M. Alpe, profesor la Școala de Agricultură din Milano. La congres au fost prezentate 60 de modele de tunuri antigrindină, cel mai mare dintre ele având o greutate de 9 tone și o înălțime de 9 m, având un dispozitiv care îi permitea să pivoteze în orice direcție. Un alt model, cu totul extraordinar, funcționa complet automatizat pe bază de acetilenă, aprinderea realizându-se printr-o scânteie electrică. Un mecanism de ceasornic regla intervalul între două descărcări succesive. Era posibilă operarea centralizată a unor baterii de tunuri care erau legate prin conductori electrici la centrul de declanșare a exploziilor. De asemenea, toți participanții au fost extrem de entuziaști. Prof. Sandri, directorul Colegiului de Agricultură din Brescia a cerut ca congresul să voteze o recomandare pentru elaborarea unei legi care să oblige statul să asigure protecția prin tunuri antigrindină în zonele în care o asemenea protecție era cerută de majoritatea populației. 
Congresul al treilea a fost organizat în 1901 la Lyons în Franța. În acest moment se ajunsese la stadiul în care experiențele nu mai erau de resortul unor particulari și diferite guverne din Europa occidentală arătau un mare interes pentru noua tehnologie. Reprezentantul Austro-Ungariei a afirmat că rezultatele obținute au fost foarte satisfăcătoare, pe când cel al Italiei și cel al Franței au arătat că au existat cazuri cu rezultate foarte bune dar și cazuri cu rezultate îndoielnice, puse pe seama unor deficiențe de organizare. S-a putut totuși cita un caz la Mantova unde nu s-a obținut niciun rezultat deși canonada a fost perfect realizată. Totuși unii oameni de știință au început să-și exprime dubiile, arătând că nu existau motive științifice care să susțină dar nici ca să refuteze rezultatele privitor la reducerea grindinei cu ajutorul tunurilor. J. M. Pernter, șeful serviciului meteorologic al Austriei, atrăgea atenția asupra unora din rezultatele nesatisfăcătoare obținute și considera necesar un studiu bazat pe baze științifice mai serioase asupra rezultatelor experiențelor de modificare a climei. 
Al patrulea congres a avut loc la Graz, Austria, în 1902 sub auspiciile Ministerului Agriculturii al Austro-Ungariei. De data aceasta la congres au participat numai reprezentanți ai guvernelor și oameni de știință, fără beneficiarii sistemelor. Congresul a ajuns la concluzia că eficacitatea tunurilor antigrindină nu poate fi nici confirmată nici infirmată și a recomandat continuarea experimentărilor pentru a se putea ajunge la o concluzie fermă. Experiențele efectuate în anii următori (1903-1904) în Windisch-Feistritz, Austria (azi Slovenska Bistrica, Slovenia) și Castelfranco Veneto , Italia, acesta din urmă utilizând un total de 222 tunuri au arătat că ele nu pot opri toatge căderile de grindină. J, M. Pertner era președintele comisiei Austriece de evaluare a rezultatelor a decis oprirea încercărilor la sfârșitul anului 1906. După 1905 utilizarea tunurilor antigrindină a fost în cea mai mare parte oprită.

### Bazele teoretice ale combaterii grindinii în perioada 1895-1905
Trei ipoteze erau susținute în acea perioadă pentru tunurile antigrindină. 
Niciuna dintre ele nu susținea că vibrațiile ar fi distrus particulele de gheață. Pertner eliminase încă din 1900 validitatea unei asemenea ipoteze.  aceste afirmații au fost ignorate și în anii 1960 au fost efectuate experimentări tocmai în această direcție.
O industrie de rachete s-a dezvoltat în Italia, în perioada de după cel de al doilea război mondial. S-au vândut rachete explozive în valoare de milioane de dolari fermierilor italieni din 1948 până când utilizarea lor a fost oprită prin lege la începutul anilor 1970.
La acea vreme existau trei ipoteze asupra efectului tunurilor asupra grindinei: 
- O primă ipoteză propusă de Stiler susținea că tragerile cu tunul modificau mișcările atmosferice și turburau calmul intens atmosferic care precede căderea grindinii.

- O a doua ipoteză, emisă tot de Stiller după studiul vârtejurilor formate prin tragerile cu tunul, era că ele formau un turbion foarte puternic. care ajungea până la 600 m deasupra solului, și care altera dinamica formării grindinei în norul care se apropia.

- O a treia teorie a fost propusă de C. Abbé[17] și este mult mai apropiată de concepțiile moderne. El susținea că vârtejurile provocate de tunuri erau mult prea slabe pentru a produce o acțiune mecanică în atmosferă. Dar vârtejurile conțin particule fine care facilitează formarea de noi picături de apă și împiedică atingerea gradului de suprasaturație care determină formarea particulelor de grindină (sau picăturilor mari sau fulgilor mari de zăpadă). Această teorie a fost dezvoltată în 1977 de Young, care susține că însămânțarea higroscopică a norilor poate accelera coalescența în partea caldă a norului (cu temperaturi de peste 0 grade) astfel încât să reducă apa disponibilă pentru formarea grindinii este o soluție posibilă de combatere a grindinei.[18]

### Cercetările de după cel de al doilea război mondial
După aceste încercări, preocupările în domeniul combaterii grindinei au fost în mare parte întrerupte. Ele au fost reluate abea după cel de al doilea război mondial. Ca și în etapa anterioară primului război mondial cercetările au fost efectuate cu precădere de firme particulare, care răspundeau unei cereri a fermierilor, în special a viticultorilor și a legumicultorilor, de a se găsi o soluție împotriva grindinei.
În intervalul dintre cele două etape se făcuseră progrese în domeniul meteorologiei, ajungându-se la o înțelegere mai bună, chiar dacă incompletă, a procesului de formare a grindinei. Mai important însă, atât în domeniul aviației cât și în cel al rachetelor se făcuseră progrese astfel încât, spre deosebire de etapa precedentă, existau la îndemâna cercetătorilor și alte mijloace decât tunurile antigrindină, iar cercetările analizau comparativ toate aceste mijloace. 
Pe plan teoretic, în 1960 s-a emis ipoteza că exploziile ar avea ca efect spargerea stratului de gheață care acoperă aerul din interiorul particulelor de grindină care astfel ar fi distruse. Această ipoteză a fost însă infirmată. Cercetările efectuate au arătat că este nevoie de un șoc cu o presiune de 300 hPa pentru a sparge o particulă de grindină având goluri de aer față de unda de șoc a unui tun sonic care realizează o presiune de 1,3 hPa la 100 m de gura tunului. (1 Pascal = 1 Newton pe metru pătrat).
Cercetările din domeniul meteorologic nu au putut oferi nicio altă teorie, care să fundamenteze mecanismul prin care tunurile sonice ar influența formarea grindinei. Cu toate acestea, este interesantă comparația părerilor experților din 1902 și 1975 cu privire la eficiența tunurilor sonice.
| 1902                                                                 | 1902 | 1902 | 1975                                                           | 1975 | 1975 |
| -------------------------------------------------------------------- | ---- | ---- | -------------------------------------------------------------- | ---- | ---- |
| Opinie                                                               | Nr.  | %    | Opinie                                                         | Nr.  | %    |
| Experți care consideră tunurile complet ineficiente                  | 5    | 40   | Experți care consideră tehnologia complet ineficientă          | 27   | 13   |
| Experți care consideră că tehnologia este îndoielnică și improbabilă | 15   | 40   | Experți care consideră tehnologia complet ineficientă          | 27   | 13   |
| Experți care consideră că tehnologia este îndoielnică                | 13   | 26   | Experți care consideră că tehnologia reduce grindina cu 1-25%  | 95   | 44   |
| Experți care consideră că tehnologia este îndoielnică dar probabilă  | 9    | 18   | Experți care consideră că tehnologia reduce grindina cu 26-82% | 94   | 43   |
| Experți care consideră că tehnologia este eficientă                  | 8    | 16   | Experți care consideră că tehnologia reduce grindina cu 26-82% | 94   | 43   |
|                                                                      |      |      | Experți care nu au nicio opinie                                | 318  |      |

Se constată că în 1975, 58% din experți nu erau în stare să exprime o părere nici în favoarea nici împotriva tunurilor sonice. Deși întrebările sondajului nu erau absolut aceleași, se poate constata că în ambele sondaje, aproximativ 40% din experți considerau că tunurile sonice pot reduce căderile de grindină.
În aceste condiții, producătorii de tunuri sonice au reintrat pe piață. Una din primele țări care a lansat pe piață tunuri sonice a fost Franța. Odată cu intrarea lor în producție și cu dezvoltarea unei piețe pentru tunurile sonice, cercetările cu privire la aceste dispozitive au fost reluate cu mai multă intensitate în anii de după 1990, deși continuau să fie privite cu neîncredere de către meteorologi.

## Tunurile sonice moderne

### Producători actuali de tunuri sonice
Sistemele de tunuri sonice sunt realizate de firme mici, care rămân funcționează pentru o perioadă de câțiva ani și pe urmă se retrag din afaceri. Asemenea firme nu au resursele pentru a efectua cercetări de anvergură și nici nu există o continuitate în activitate, noile firme neavând decât rareori posibilitatea de a profita de experiența celorlalte. 
Dintre țările în care s-au produs asemenea tunuri sonice sunt de menționat, Canada, Belgia, Spania și Noua Zeelandă. 
Primul tun sonic din Canada a fost instalat în 1989 de societatea Carballan din Quebec. În perioada 1995-1997 Gerald Ollivier a brevetat în Canada și Statele Unite și în diferite alte țări un generator de unde de șoc antigrindină precum și diferite dispozitive pentru controlul electric al funcționării tunurilor antigrindină. Pe baza acestor brevete, a fost creată firma canadiană ‘’’Hailstop Equipments Inc.’’’. Deșl nu au fost date publicității cifre exacte, se pare că într-un interval de cca 6 ani, firma a reușit să vândă peste 400 de asemenea instalații în multe țări din lume. Firma Hailstop oferea chiar garanții, prin care se obliga să plătească despăgubiri dacă utilizatorul suferea pagube din cauza grindinei în primii trei ani de exploatare, cu condiția ca sistemul să fi fost utilizat conform recomandărilor fabricantului. După surse neconfirmate, se pare însă că din 2006 firma Hailstop Equipments și-a încetat activitatea. 
În Belgia se produc tunurile Inopower. Sistemul belgian Infopower are un preț comparabil de 42.000 euro. Costurile de exploatare sunt de ordinul a 500€ pe an. Aceste costuri sunt mai reduse decât cele ale unei asigurări împotriva grindinei, care, de altfel, nici nu este oferită în toate țările. în Belgia și Olanda aceste tunuri au ajuns suficient încât s-au emis regulamente ale poliției care reglementează instalarea tunurilor antigrindină.
Principalul producător la nivel mondial de tunuri antigrindină este firma Mike Eggers Ltd, din Noua Zeelandă. Prețul unei instalații, care protejează o suprafață de circa 75 ha este de $50.000  Sistemul belgian Infopower are un preț comparabil de 42.000€. Costurile de exploatare sunt de ordinul a 500€ pe an. Aceste costuri sunt mai reduse decât cele ale unei asigurări împotriva grindinei, care, de altfel, nici nu este oferită în toate țările.

### Caracteristicele tunurile sonice moderne
Cu mici diferențe toate aceste tunuri au caracteristici similare. Un tun antigrindină modern este un generator de unde de șoc care sunt trimise spre norii în care se formează grindina. Un amestec exploziv de acetilenă și aer este împins în camera inferioară a mașinii. Unele sisteme utilizează și oxigen sub presiune pentru a mări efectul explosiv. Prin trecerea bruscă a acestui amestec prin partea strangulată a mașinii până în con, se produce o undă de șoc, care poate fi percepută ca un șuierat puternic. Unda se propagă cu viteza sunetului până la înălțimi de 15.000 m, în norii de deasupra, determinând o disrupere a fazei de creștere a particulelor de grindină.
Unii fabricanți de tunuri sonice pretind că undele de șoc ar avea un efect ionizant asupra aerului, modificând astfel comportarea fizică a norului. Organizația Meteorologică Mondială consideră că asemenea teorii sunt o pură fantezie.
Sistemul este activat la intervale scurte de ordinul a 4-7 secunde pe toată perioada din momentul în care furtune se apropie de amplasamentul tunului până în momentul în care a trecut de zona protejată. Drept rezultat, precipitațiile care ar fi căzut sub formă de grindină cad sub formă de ploaie sau lapoviță. Este esențial ca mașina să fie activată în perioada de apropiere a furtunii, deoarece undele de șoc pot împiedica formarea grindinii dar nu pot altera forma unor particule de grindină care sunt formate.
Sistemele Infopower lucrează cu panouri solare de 12 V, fabricanții susținând că aceasta permite o protecție mai bună ținând seama de descărcările electrice din atmosferă care adeseori însoțesc furtunile care produc grindina. 
Suprafața protejată de o mașină izolată este un cerc cu o rază de aproximativ 500 m, eficiența protecției scăzând pe pe măsură ce crește depărtarea de amplasamentul instalației. 
Pentru a proteja zonele învecinate împotriva zgomotului, instalațiile sunt înconjurate cu baloturi de paie. Zgomotul funcționării tunurilor nu derajează clădirile cele mai apropiate, care se află la o distanță de 400 m.
Există sisteme controlate prin sisteme radar, care înlocuiesc operarea manuală, ceea ce este de importanță deosebită pentru zonele în care căderile de grindină au loc noaptea. 
Zgomotul produs de instalațiile moderne este de ordinul a 130 dB în imediata proximitate a tunului și scade la 60 dB la distanță de 1 km.
| Distanța de la tunul sonic (m) | Intensitatea sunetului (dB) |
| ------------------------------ | --------------------------- |
| 10                             | 130                         |
| 45                             | 112                         |
| 100                            | 100                         |
| 150                            | 80                          |
| 200                            | 73                          |
| 500                            | 68                          |
| 1000                           | 61                          |

### Critici ale tunurilor sonice
Nu există dovezi științifice ale eficienței tunurilor antigrindină. Criticii sistemului scot în evidență faptul că deși tunetele produc unde de șoc mult mai puternice, ele se produc adesea în aceleași furtuni în care cade grindina și nu împiedică formarea particulelor de grindină. Comparația nu este însă total corectă, pentru că tunetele nu au aceeași frecvență cu cea a undelor trimise de tunurile sonice. În orice caz, pe când majoritatea meteorologilor își manifestează scepticismul, numărul fermierilor care cer autorizații pentru instalarea unor asemenea instalații crește. De asemenea, majoritatea meteorologilor afirmă că ionizarea produsă de tunurile sonice sunt o pură fantezie. 
O critică adusă frecvent este cea că undele sonice nu pot distruge particulele de grindină, ceea ce nu este decât o reluare a unor discuții mai vechi. Critica este corectă, însă toți producătorii de tunuri atrag atenția utilizatorilor tocmai asupra acestui fapt, avertizându-i că tunurile sonice trebuie activate înainte de formarea grindinei și deci cu mult înainte ca furtuna să ajungă deasupra zonei protejate. 
Mulți meteorologi dispută pretențiile utilizatorilor de tunuri sonice asupra rezultatelor obținute, arătând, pe bună dreptate, că nu există nicio dovadă că o eventuală reducere a căderilor de grindină s-ar datora tunurilor sonice și nu unor cauze naturale. Este însă clar că nu pot dovedi nici contrariul. Unii meteorologi arată că. din punct de vedere statistic, furtunile care aduc grindina se produc în cicluri, astfel încât după anumite perioade de activitate mai intensă apar perioade de acalmie. Este uman ca după o succesiune de ani în care au suferit pierderi din cauza grindinei, fermierii să se decidă că trebuie să ia măsuri și achiziționează tunurile tocmai înaintea unor perioade de acalmie, pe care o atribuie eficienței tunurilor. Argumentul nu este însă deloc convingător, pentrucă, deși fabricanții de tunuri sonice nu publică date asupra volumului vânzărilor, nu au fost nicăieri arătate variații mari în numărul de tunuri instalate de la un an la altul.
O critică importantă a meteorologilor se referă la sistemele radar cu care sunt livrate tunurile sonice. Studiile asupra performanțelor radarurilor simple furnizate de producătorii de tunuri sonice arată că:
- - sistemele de radar cele mai eficiente sunt cele cu dublă polarizare, care sunt scumpe și practic nu sunt utilizate pentru sistemele de tunuri sonice.
  - În prezent, sistemele de radaruri meteorologice pot prezenta prognoze fiabile cu un interval de anticipație de câteva ore, numai pentru sisteme de nori bine organizate, dar în niciun caz pentru furtuni izolate
  - Pretențiile furnizorilor de tunuri sonice că radarele lor simple permit unor meteorologi amatori să prognozeze exact 95% din furtunile de grindină sunt un nonsens din punct de vedere meteorologic.[21]

Aceste critici sunt științific fundamentate și nu sunt contestate de fabricanții de tunuri sonice care recomandă corelarea datelor obținute de la radarele proprii cu cele ale radarelor altor deținători de tunuri sonice din proximitate și cu datele radarelor sistemelor meteorologice naționale. Dar această critică nu infirmă în niciun fel eficacitatea tunurilor sonice, ci poate fi utilizată ca o justificare a faptului că tunurile sonice nu sunt totdeauna eficiente. Se poate perfect argumenta că, dacă prin radare mai perfecționate se ajunge la o cunoaștere mai bună a formațiilor de nori aducători de grindină și tragerile antigrindină ar putea fi mai eficiente.
Astfel, deși cea mai mare parte a comunității meteorologice nu crede în eficiența tunurilor sonice, ea nici nu a putut prezenta argumente total convingătoare în acest sens. Argumentele meteorologice la nivelul actual ridică dubii. unele poate serioase, dar nu prezintă o certitudine care să condamne fără drept de apel tunurlle sonice.

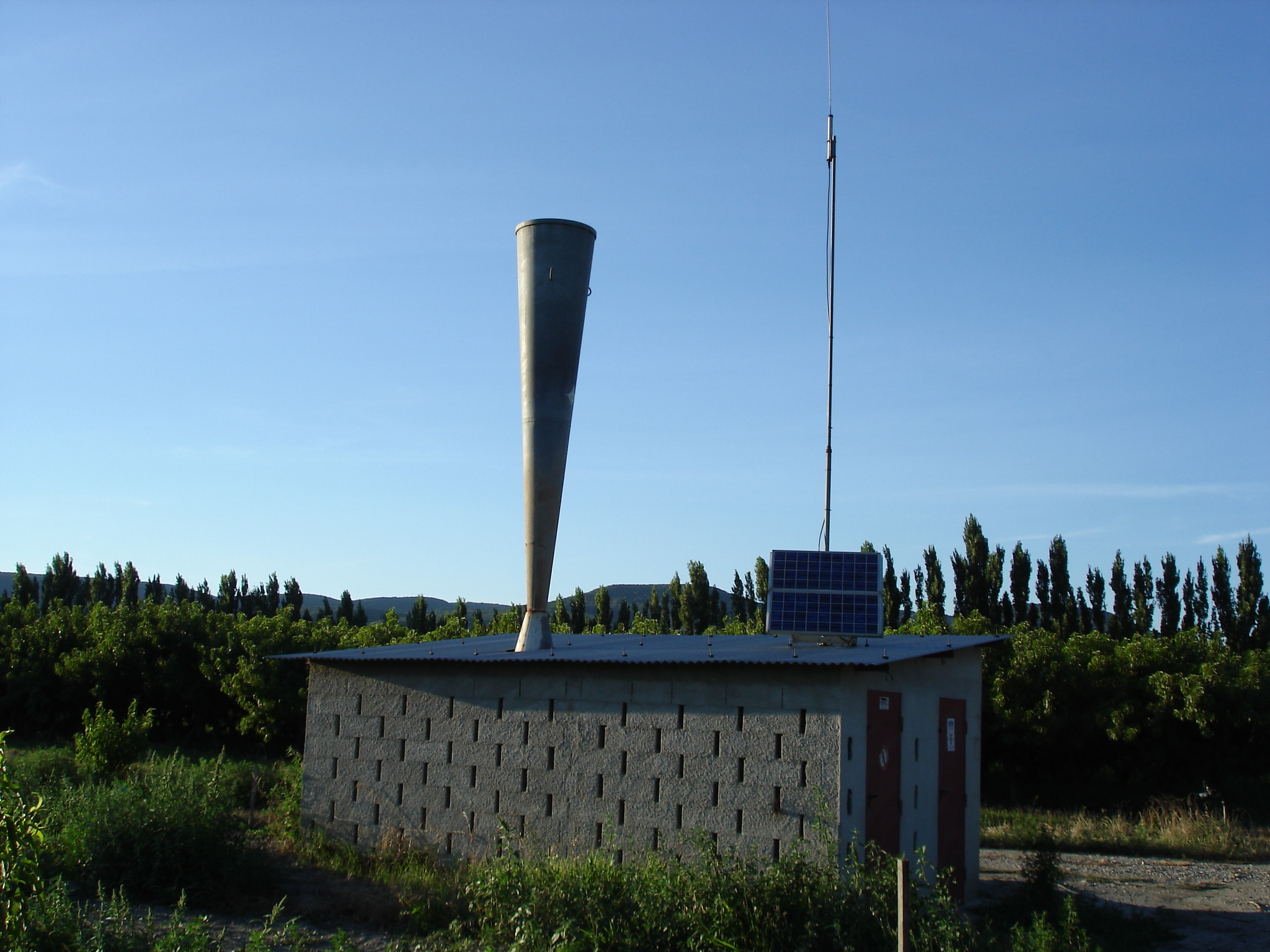
Schema unei instalații S.P.A.G cu tun sonic contra grindinei

### Utilizările actuale ale tunurilor antigrindină
De la început, tunurile antigrindină au fost utilizate aproape exclusiv în agricultură. Ele prezentau interes pentru culturile unde grindina crea pagube mai mari, în particular pentru viticultură și legumicultură. În Olanda, ele au fost utilizate și pentru floricultură. Un interes deosebit pentru găsirea unor măsuri eficiente împotriva grindinei l-au arătat toți agricultorii care aveau sere, unde grindina distrugea nu numai culturile, dar spărgea și toate geamurile serelor. În România s-au putut constata acest tip de pagube în anul 2005 la serele de la Popești-Leordeni care nu instalaseră niciun sistem antigrindină. 
În Statele Unite s-a ajuns la o utilizare a sistemelor antigrindină pe scară mare. O fermă din sudul statului Colorado a instalat în 2003 8 tunuri sonice pentru protecția unei suprafețe de 2400 acri (1000 ha) În anul 2004 instalațiile au fost utilizate de 12 ori, cu o durată medie de funcționare de 54 minute în timpul unei furtuni, iar în anul 2005 au fost utilizate de 7 ori cu o durată medie de 80 minute. În fiecare an ele au protejat împotriva grindinii o recoltă în valoare de 12 milioane dolari, dar nu există nicio dovadă că fără funcționarea tunurilor recolta ar fi fost distrusă de grindină. Totuși fermierii consideră că investiția este rentabilă.
O utilizare neobișnuită a tunurilor sonice a fost cea pentru protecția automobilelor produse de fabricile de automobile. În general, automobilele fabricate sunt păstrate în aer liber până la trimitea lor spre destinație iar o grindină poate deteriora multe dintre ele, pe lângă costul reparațiilor intervenind și costul întreruperii livrărilor. Fabrica Nissan din orașul Canton, Mississippi, Staele Unite a fost prima care a instalat în anul 2004 un dispozitiv sonic „Hailstop Equipments Inc” pentru rezolvarea problemei de protecție împotriva grindinei. Pe terenul din vecinătatea fabricii sunt parcate de obicei în jur de 12.000 vehicule, în valoare de 400 milioane de dolari, astfel încât paguba provocată de o furtună cu grindină poate fi considerabilă. Instalația face un zgomot de 120 decibeli he sol, dar în jurul terenului de parcare de 60 ha s-au instalat bariere umplute cu fân pentru reducerea zgomotului. Firma Nissan nu a comunicat însă concluziile la care a ajuns după doi ani de utilizare a sistemului.